# Satara (stato)
Lo stato di Satara fu uno stato principesco del subcontinente indiano, avente per capitale la città di Satara.

## Storia
Lo stato principesco venne stabilito come indipendente dall'amministrazione dell'India britannica nel 1818 dopo la vittoria della terza guerra anglo-maratha e venne annesso ai territori britannici in India sulla base della dottrina della decadenza nel 1849. Lo stato venne governato dalla dinastia Bhonsle, discendenti di Chhatrapati Shivaji, fondatore dell'impero maratha. Il primo raja dello stato fu Pratap Singh che venne deposto nel 1838. Suo fratello, Raja Shahaj, gli succedette ma morì senza eredi nel 1848, pur avendo nominato un proprio figlio adottivo che la Compagnia britannica delle Indie orientali si rifiutò di riconoscere al trono, assorbendo così il territorio nei crescenti domini inglesi.

### Governanti
I sovrani di Kulpahar portavano il titolo di raja.

#### Raja
- 1818-1838: Pratap Singh
- 1838-1849: Raja Shahaji